# Bataille de San Felice
Guerres entre guelfes et gibelins
Batailles
1150 – 1200
- Vernavola (1154)
- Spolète (1155)
- Tortone (1155)
- Milan (1158)
- Siziano (1159)
- Crema (1159)
- Carcano (1160)
- Milan (1162)
- Prataporci (1167)
- Alexandrie (1174-1175)
- Legnano (1176)

1201 – 1250
- Calcinato (1201)
- Casei Gerola (1213)
- Cortenuova (1237)
- Brescia (1238)
- Faenza (1239)
- Giglio (1241)
- Viterbe (1243)
- Parme (1248)
- Fossalta (1249)
- Cingoli (1250)

1251 – 1300
- Bataille de Montebruno (1255)
- Cassano (1259)
- Montaperti (1260)
- Bénévent (1266)
- Tagliacozzo (1268)
- Colle (1269)
- Roccavione (1275)
- Desio (1277)
- Forlì (1282)
- Pieve al Toppo (1288)
- Campaldino (1289)

1301 – 1350
- Pavie (1302)
- La Lastra (1304)
- Milan (1311)
- Soncino (1312)
- Gaggiano (1313)
- Rho (1313)
- Ponte San Pietro (1313)
- Scrivia (1315)
- Montecatini (1315)
- Pavie (1315)
- Sestri (1318)
- Bardi (1321)
- Mirandola (1321)
- Gorgonzola (1323)
- Vaprio d'Adda (1324)
- Altopascio (1324)
- Zappolino (1325)
- San Felice (1332)
- San Quirico (1341)
- Gamenario (1345)

1351 – 1402
- Mirandola (1355)
- Casorate (1356)
- Solara (1356)
- Alexandrie (1391)
- Casalecchio (1402)

La Bataille de San Felice est une bataille survenue le 25 novembre 1332 à San Felice sul Panaro dans l'actuelle région d'Émilie-Romagne en Italie qui opposa les troupes impériales et bohémiennes aux forces armées de Ferrare, Mantoue, Milan et Vérone. Elle s'inscrit dans le cadre plus général de la guerre entre guelfes et gibelins.

## Contexte historique
Le futur empereur du Saint-Empire romain germanique, Charles IV de Luxembourg, âgé de seize ans à l'époque et à la tête d'une armée de cinq mille soldats bohémiens et allemands, remporte sa première bataille en vainquant la Ligue de Castelbaldo, composée d'une coalition gibeline comprenant les Estensi, les Scaligeri et les Gonzaga. Malgré son jeune âge, les blessures subies et la mort de son propre cheval, le futur empereur démontre une grande préparation militaire en combattant et en remportant sa première bataille. La bataille a lieu le jour de la Sainte-Catherine, martyre à qui l'empereur restera toujours très dévoué toute sa vie, en promouvant de nombreuses œuvres d'art dédiées à la sainte.

## La bataille

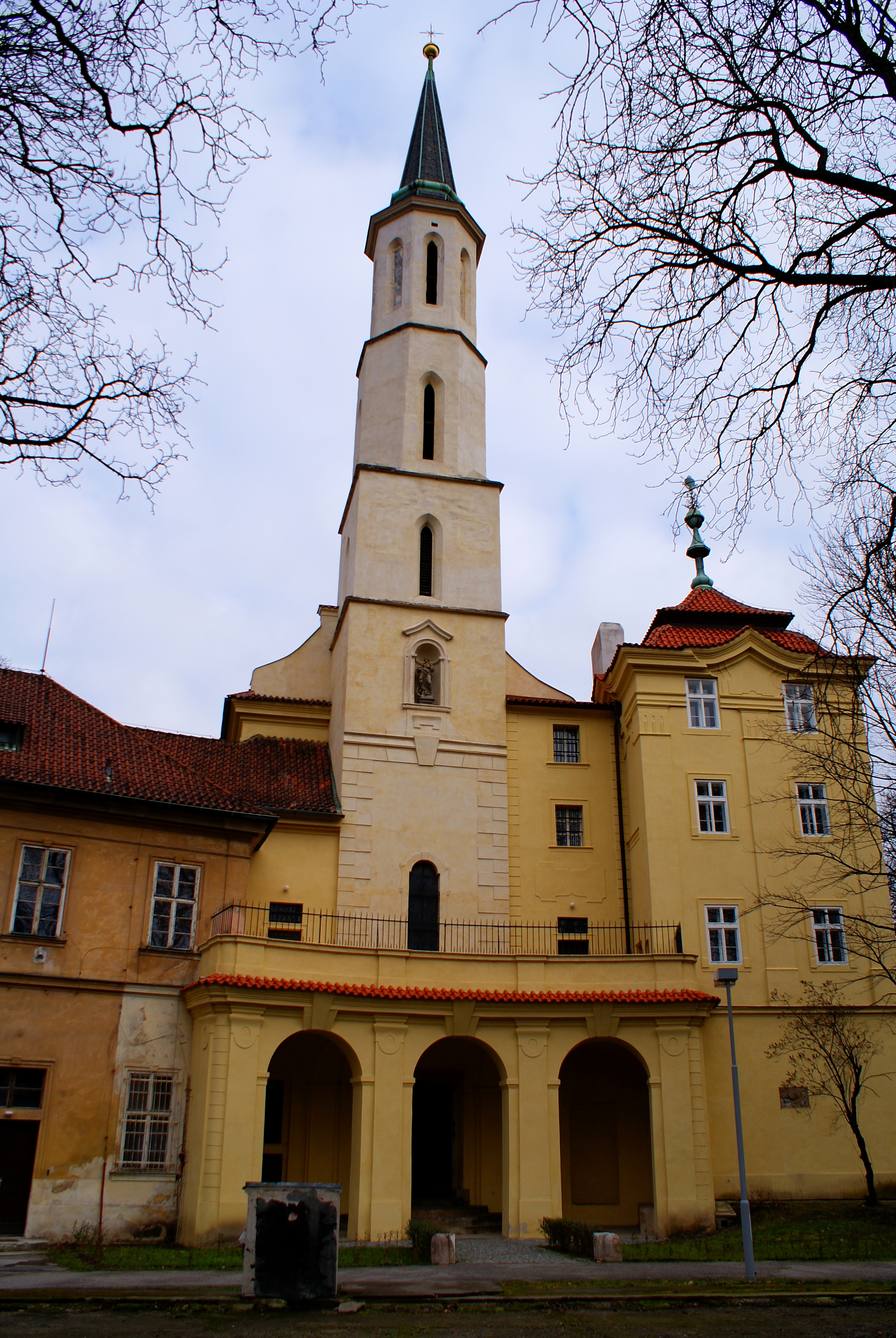
Église Sainte-Catherine à Prague, commandée par Charles IV après sa victoire à San Felice sul Panaro.

Les riches cités du nord de l'Italie ont continuellement des querelles entre elles, de sorte qu'une partie d'entre elles a demandé l'aide du roi bohémien Jean de Luxembourg pour ramener l'ordre parmi elles. Le roi a accepté l'invitation, ayant de grands intérêts dans les territoires italiens : en effet, la famille de Luxembourg possédait plusieurs seigneuries en danger. Cependant, certaines villes n'étaient pas d'accord avec cette solution et ont conçu une résistance secrète contre Jean de Luxembourg et ses troupes.
À l'automne 1332, les troupes des villes anti-luxembourgeoises ont tenté de conquérir, après Brescia et Bergame, la ville de Modène. En septembre, Rinaldo d'Este, Alberto della Scala et Guy de Mantoue sont entrés dans le territoire de Modène avec une armée imposante, occupant la cour de Quarantoli et la Tour de Cividale (it), ainsi que d'autres lieux entre les rivières Secchia et Panaro, mettant ensuite le château de San Felice sul Panaro sous le siège, qui a été continuellement flagellé avec sept mangonneaux. Pendant ce temps, la plupart de ces troupes ont continué vers Modène, mais après un siège infructueux de six semaines, elles ont dû revenir vers San Felice, dont la garnison était alliée des Luxembourgeois.
Manfredo Pio, conscient qu'il ne pourrait pas défendre le château longtemps, a réussi à semer la discorde entre Alberto della Scala et le commandant estien Giovi da Camposampiero, dont les troupes sont retournées à Ferrare. Mastino della Scala, irrité par le retrait soudain de son frère, a envoyé d'autres soldats et cavaliers dirigés par Guglielmo Cavazza, en attendant l'arrivée de Rinaldo d'Este, qui a repris le siège le 10 novembre, creusant tout autour de la forteresse une tranchée large de douze bras et profonde de sept.Les san-féliciens, épuisés, conviennent avec les assiégeants que, s'ils ne reçoivent pas l'aide des Luxembourgeois dans un mois, ils se rendront aux seigneurs de la Ligue de Castelbaldo.
Le futur roi et empereur Charles IV, alors âgé de seize ans, part le 23 novembre avec son armée de Parme au secours du château de San Felice pour le compte de son père Jean de Luxembourg. Après s'être campé à Sorbara le 24 novembre, il décide d'attaquer les ennemis le dernier jour, c'est-à-dire le 25 novembre 1332, le jour de la Sainte-Catherine . Jetant le défi, les armées se rencontrent dans les champs ouverts de Campo di Pozzo. Vers deux heures, Charles de Luxembourg entame une bataille avec 1 200 cavaliers (selon d'autres sources, 800 cavaliers ou même 200) et 6 000 fantassins, et la féroce bataille dure même après le coucher du soleil, soit après 16 heures.
La cape d'or de Charles IV portée lors de la bataille de San Felice est aujourd'hui exposée au Musée civique de Feltre (it).
Pendant la bataille, presque tous les chevaux furent tués, y compris celui de Charles IV. Charles lui-même fut blessé à l'épaule et l'armée luxembourgeoise sembla perdre la bataille. Soudain, cependant, un miracle se produisit : la division ennemie mantouane commença à fuir le combat, et ensuite une autre la suivit. L'armée de Charles commença alors à les poursuivre et captura un grand nombre d'ennemis en fuite, peut-être jusqu'à 800 cavaliers ennemis. De plus, les troupes de Charles tuèrent 5 000autres fantassins.

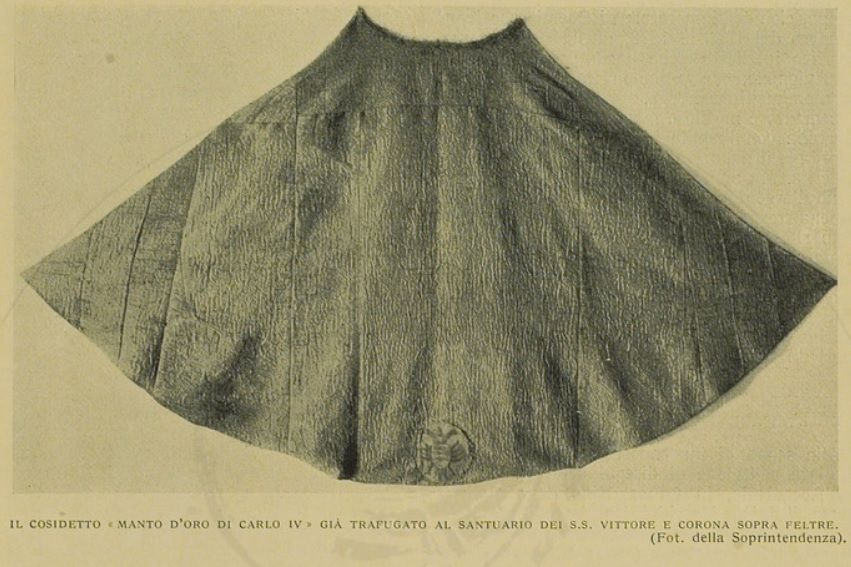
Le manteau d'or de Charles IV porté lors de la bataille de San Felice, aujourd'hui exposé au Musée civique de Feltre.

## Issue des combats et conséquences
Les forces impériales remportent la bataille. Après la bataille, Charles, avec deux cents hommes courageux, fut adoubé chevalier. Aux côtés de Charles IV se trouvaient, entre autres, Raimondino Lupi et Marsilio de' Rossi.
Le commandant de l'armée estienne, Giovi da Camposampiero, fut fait prisonnier avec des centaines d'autres militaires (dont Fino Macaruffi, Bartolomeo Boschetti et Paolo Padelli) et ne retrouva la liberté qu'après avoir payé la somme de 3 000 florins.

## Commémoration
Pour commémorer sa première victoire en bataille et remercier sa sainte protectrice, Charles IV commanda la construction de l'église Sainte-Catherine à Prague.
Le manteau porté par Charles IV lors de la bataille de San Felice fut donné à la fin d'octobre 1354 par le roi de Bohême aux frères de la basilique-sanctuaire des saints Victor et Couronne (it) de Feltre, en échange des reliques sacrées de ces deux saints, qui furent ensuite transportées à la cathédrale Saint-Guy à Prague. Le manteau d'or de Charles IV est aujourd'hui exposé au Musée civique de Feltre (it).

## Autres projets
- Ligue de Castelbaldo
- Monastère de Sainte-Catherine (Prage) (it)